# So Far Gone (EP)
So Far Gone – debiutancki minialbum kanadyjskiego rapera Drake’a.

## Lista utworów
| #  | Tytuł               | Gościnnie               | Producent                 | Czas |
| -- | ------------------- | ----------------------- | ------------------------- | ---- |
| 1. | „Houstatlantavegas” |                         | Noah "40" Shebib          | 4:50 |
| 2. | „Successful”        | Trey Songz & Lil Wayne  | Noah "40" Shebib          | 5:52 |
| 3. | „Best I Ever Had”   |                         | Boi-1da                   | 4:18 |
| 4. | „Uptown”            | Bun B & Lil Wayne       | Boi-1da & Arthur McArthur | 6:21 |
| 5. | „I'm Goin’ In”      | Lil Wayne & Young Jeezy | Needlz                    | 3:45 |
| 6. | „The Calm”          |                         | Noah "40" Shebib          | 4:06 |
| 7. | „Fear”              |                         | DJ Khalil                 | 4:41 |

## Pozycje na listach
| Lista przebojów (2009)                | Najwyższa pozycja |
| ------------------------------------- | ----------------- |
| Canadian Albums Chart                 | 17                |
| U.S. Billboard 200                    | 6                 |
| U.S. Billboard Top R&B/Hip-Hop Albums | 3                 |
| U.S. Billboard Top Rap Albums         | 2                 |

## Certyfikaty i sprzedaż
| Kraj                     | Certyfikat  | Sprzedaż |
| ------------------------ | ----------- | -------- |
| Kanada (MC)              | złota płyta | 40 000+  |
| Stany Zjednoczone (RIAA) | złota płyta | 785 000+ |